# مجموعه زمین وقفه شترخان
مجموعه زمین وقفه شترخان مربوط به دوره پهلوی اول است و در نوش‌آباد، مجموعه زمین وقفه واقع شده و این اثر در تاریخ ۲۲ مرداد ۱۳۸۴ با شمارهٔ ثبت ۱۳۱۱۵ به‌عنوان یکی از آثار ملی ایران به ثبت رسیده است.